# Von deutscher Seele
Von deutscher Seele (op. 28) ist eine romantische Kantate auf Texte von Joseph von Eichendorff für vier Soli, gemischten Chor, Orchester und Orgel von Hans Pfitzner. Die Uraufführung fand am 27. Januar 1922 in Berlin statt.

## Inhalt

### Teil I. Mensch und Natur
„Es geht wohl anders als du meinst“
Spruch 1 aus Wandersprüche – Soloquartett
  Es geht wohl anders als du meinst:

  Derweil du rot und fröhlich scheinst,

  Ist Lenz und Sonnenschein verflogen,

  Die liebe Gegend schwarz umzogen;

  Und kaum hast du dich ausgeweint,

  Lacht alles wieder, die Sonne scheint,

  Es geht wohl anders, als man meint.
„Was willst auf dieser Station“
Spruch 3 aus Wandersprüche – Solo: Tenor
  Was willst auf dieser Station

  So breit dich niederlassen?

  Wie bald nicht bläst der Postillon,

  Du musst doch alles lassen.
„Tod als Postillon“
Orchester
„Was willst auf dieser Station“
Spruch 3 aus Wandersprüche – Bass-, Alt-, Sopran-Solo, Chor
  Was willst auf dieser Station

  So breit dich niederlassen?

  Wie bald nicht bläst der Postillon,

  Du musst doch alles lassen.
„Herz, in deinen sonnenhellen Tagen“
Spruch 2 aus Wandersprüche – Tenor-Solo, Soloquartett, Chor
  Herz, in deinen sonnenhellen

  Tagen halt nicht karg zurück!

  Allwärts fröhliche Gesellen

  Trifft der Frohe und sein Glück.

  Sinkt der Stern: alleine wandern

  Magst du bis ans End der Welt

  Bau du nur auf keinen andern

  Als auf Gott, der Treue hält.
„Der Sturm geht lärmend um das Haus“
Spruch 5 aus Wandersprüche – Soloquartett
  Der Sturm geht lärmend um das Haus,

  Ich bin kein Narr und geh hinaus,

  Aber bin ich eben draußen,

  Will ich mich wacker mit ihm zausen.
„Abend“ – „Nacht“
Instrumentalzwischenspiele – Orchester
„Die Lerche grüßt den ersten Strahl“
Spruch 4 aus Wandersprüche – Sopransolo, Soloquartett, Chor
  Die Lerche grüßt den ersten Strahl,

  Dass er die Brust ihr zünde,

  Wenn träge Nacht noch überall

  Durchschleicht die tiefen Gründe.

  Und du willst, Menschenkind, der Zeit

  Verzagend unterliegen?

  Was ist dein kleines Erdenleid?

  Du musst es überfliegen!
„Wenn der Hahn kräht auf dem Dache“
Lied aus Wanderlieder – Soloquartett, Chor
  Wenn der Hahn kräht auf dem Dache,

  Putzt der Mond die Lampe aus,

  Und die Stern’ ziehn von der Wache,

  Gott behüte Land und Haus!
„Ewig muntres Spiel der Wogen“
Spruch 6 aus Wandersprüche – Alt-Solo, Soloquartett
  Ewig muntres Spiel der Wogen!

  Viele hast du schon belogen,

  Mancher kehrt nicht mehr zurück.

  Und doch weckt das Wellenschlagen

  Immer wieder frisches Wagen,

  Falsch und lustig wie das Glück.
„Der Wandrer, von der Heimat weit“
Spruch 7 aus Wandersprüche – Bass- und Tenorsolo
  Der Wandrer, von der Heimat weit,

  Wenn rings die Gründe schweigen,

  Der Schiffer in Meeres Einsamkeit,

  Wenn die Stern aus den Fluten steigen:

  Die beide schauern und lesen

  In stiller Nacht,

  Was sie nicht gedacht,

  Da es noch fröhlicher Tag gewesen.
„Weil jetzo alles stille ist“
„Nachtgruß“ aus Geistliche Gedichte – Soloquartett und Chor
  Weil jetzo alles stille ist

  Und alle Menschen schlafen,

  Mein Seel das ewge Licht begrüßt,

  Ruht wie ein Schiff im Hafen.

  Der falsche Fleiß, die Eitelkeit,

  Was keinen mag erlaben,

  Darin der Tag das Herz zerstreut,

  Liegt alles tief begraben.

  Ein andrer König wunderreich

  Mit königlichen Sinnen,

  Zieht herrlich ein im stillen Reich,

  Besteigt die ewgen Zinnen.

### Teil II. Leben und Singen
Instrumentalvorspiel
Orchester
„Wir wandern nun schon viel hundert Jahr“
„Werktag“ aus Geistliche Gesänge – Chor
  Wir wandern nun schon viel hundert Jahr‘

  Und kommen doch nicht zur Stelle

  Der Strom wohl rauscht an die tausend gar

  Und kommt doch nicht zur Quelle.
„Was ich wollte, liegt zerschlagen“
„Der Umkehrende“ aus Geistliche Gedichte – Tenor-Solo
  Was ich wollte, liegt zerschlagen,

  Herr, ich lasse ja das Klagen,

  Und das Herz ist still.

  Nun aber gib auch Kraft, zu tragen,

  Was ich nicht will
„Ergebung“
Instrumentalzwischenspiel – Orchester
„Der jagt dahin“
„Trost“ aus Geistliche Gedichte – Chor
  Der jagt dahin, dass die Rosse schnaufen,

  Der muss im Staub daneben laufen;

  Aber die Nacht holt beide ein,

  Setzt jenen im Traume neben die Rosse

  Und den andern in seine Carosse.

  Wer fährt nun fröhlicher? Der da wacht

  Oder der blinde Passagier bei Nacht?
„Gleich wie auf dunklem Grunde“
Spruch 2 aus Sängerleben – Bass-Solo
  Gleichwie auf dunklem Grunde

  Der Friedensbogen blüht,

  So durch die böse Stunde

  Versöhnend geht das Lied.

### Der Liederteil
„Kaiserkron’ und Päonien rot“
„Der alte Garten“ aus Romanzen – Sopran-Solo
  Kaiserkron’ und Päonien rot,

  Die müssen verzaubert sein,

  Denn Vater und Mutter sind lange tot,

  Was blühn sie hier so allein?

  Der Springbrunn’ plaudert noch immerfort

  Von der alten schönen Zeit,

  Eine Frau sitzt eingeschlafen dort,

  Ihre Locken bedecken ihr Kleid.

  Sie hat eine Laute in der Hand,

  Als ob sie im Schlafe spricht,

  Mir ist, als hätt’ ich sie sonst gekannt.

  Still, geh vorbei und weck’ sie nicht!

  Und wenn es dunkelt das Tal entlang,

  Streift sie die Saiten sacht,

  Da gibt’s einen wunderbaren Klang

  Durch den Garten die ganze Nacht.
„Von allen guten Schwingen“
Spruch 1 aus Sängerleben – Chor
  Von allen guten Schwingen,

  Zu brechen durch die Zeit,

  Die mächtigste im Ringen,

  Das ist ein rechtes Leid.
„Da die Welt zur Ruh’ gegangen“
„Die Nonne und der Ritter“ aus Romanzen – Alt- und Tenor-Solo, Chor
  Da die Welt zur Ruh’ gegangen,

  Wacht mit Sternen mein Verlangen;

  In der Kühle muss ich lauschen,

  Wie die Wellen unten rauschen.

  „Fernher mich die Wellen tragen,

  Die ans Land so traurig schlagen.

  Unter deines Fenster Gitter,

  Fraue, kennst du noch den Ritter?“

  Ist’s doch, als ob seltsam’ Stimmen

  Durch die lauen Lüfte schwimmen;

  Wieder hat’s der Wind genommen,

  Ach, mein Herz ist so beklommen!

  „Drüben liegt dein Schloss verfallen,

  Klagend in den öden Hallen

  Aus dem Grund der Wald mich grüßte,

  ’s war, als ob ich sterben müsste.“

  Alte Klänge blühend schreiten!

  Wie aus lang versunknen Zeiten

  Will mich Wehmut noch bescheinen,

  Und ich möcht’ von Herzen weinen.

  „Überm Walde blitzt’s vom weiten,

  Wo um Christi Grab sie streiten;

  Dorthin will mein Schiff ich wenden,

  Da wird alles, alles enden!“

  Geht ein Schiff, ein Mann stand drinne,

  Falsche Nacht, verwirrst die Sinne,

  Welt, ade! Gott woll’ bewahren,

  Die noch irr’ im Dunkeln fahren.
„Wohl vor lauter Sinnen, Singen“
Intermezzo aus Sängerleben – Chor, Sopran-Solo
  Wohl vor lauter Sinnen, Singen

  Kommen wir nicht recht zum Leben;

  Wieder ohne rechtes Leben

  Muss zu Ende gehn das Singen;

  Ging zu Ende dann das Singen:

  Mögen wir auch nicht länger leben.
„Hast du doch Flügel eben“
Spruch 3 aus Sängerleben – Sopran-Solo
  Hast du doch Flügel eben

  Und das gewalt'ge Wort;

  Halt' hoch dich über dem Leben,

  Sonst geht's über dich fort.
„Schlaf ein, mein Liebchen, schlaf ein“
„Der Friedensbote“ aus Zeitlieder – Bass-Solo
  Schlaf ein, mein Liebchen, schlaf ein,

  Leis durch die Blumen am Gitter

  Säuselt des Laubes Gezitter,

  Rauschen die Quellen herein;

  Gesenkt auf den schneeweißen Arm,

  Schlaf ein, mein Liebchen, schlaf ein,

  Wie atmest du lieblich und warm!

  Aus dem Kriege kommen wir heim;

  In stürmischer Nacht und Regen,

  Wenn ich auf der Lauer gelegen,

  Wie dachte ich dorten dein!

  Gott stand in der Not uns bei,

  Nun droben bei Mondenschein,

  Schlaf ruhig, das Land ist ja frei!
Schlussgesang: „Wenn die Wogen unten toben“
„Schifferspruch“ aus Geistliche Gedichte – Chor und Soloquartett
  Wenn die Wogen unten toben,

  Menschenwitz zu Schanden wird,

  Weist mit feur'gen Zügen droben

  Heimwärts dich der Wogen Hirt.

  Sollst nach keinem andern fragen,

  Nicht zurückschaun nach dem Land,

  Fass' das Steuer, lass' das Zagen!

  Aufgerollt hat Gottes Hand

  Diese Wogen zum Befahren

  Und die Sterne, dich zu wahren.

## Gestaltung
Der inhaltliche Schwerpunkt der Kantate liegt trotz des Titels nicht auf dem Nationalen, sondern in den verschiedenen Stimmungen wie Todesgedanken („Abend und Nacht“), nächtlichem Zauber („Abend und Nacht“) oder Verzicht („Ergebung“).:136
Ähnlich wie Gustav Mahler, der in seine Sinfonien Volkslieder aus der Sammlung Des Knaben Wunderhorn integrierte, kombierte Pfitzner in Von deutscher Seele sinfonische Elemente und die Kantatenform. Die instrumentalen Zwischenspiele erinnern an die „Nachtstücke“ der 7. Sinfonie Mahlers und zugleich an die Nocturnes von Claude Debussy. Klanglich gemahnt der Schluss der ersten Strophe von „Der Friedensbote“ durch einen „emphatische[n] Melodiebogen mit sentimentaler Harmonisierung und Solo-Violine“ an Mahler.:238
Johann Peter Vogel wies auf formale Parallelen der beiden Teile des Werks hin, die abgesehen vom zusammenfassenden Schlussgesang jeweils zehn Abschnitte mit paralleler harmonischer Entwicklung enthalten. Beide Teile beginnen in Moll und enden in der jeweils eine große Terz tieferen Dur-Tonart (d-Moll → B-Dur bzw. e-Moll → C-Dur). Die beiden zweiten Nummern enthalten jeweils ein großes instrumentales Zwischenspiel („Tod als Postillon“ bzw. „Ergebung“). Nach dem jeweils vierten Abschnitt erfolgt ein thematischer Wechsel („Abend und Nacht“ bzw. „Liederteil“).:283–284
Teil I. Mensch und Natur

1. „Es geht wohl anders“

  d-Moll

2. „Was willst auf dieser Station“

  Orchesterzwischenspiel „Tod als Postillon“

  f-Moll

3. „Herz, in deinen sonnenhellen Tagen“

  A-Dur

4. „Der Sturm geht lärmend um das Haus“

  b-Moll

  (Tageslauf)

5. Orchesterzwischenspiel

  „Abend und Nacht“

  b-Moll/B-Dur

6. „Die Lerche grüßt den ersten Strahl“

  a-Moll

7. „Wenn der Hahn kräht auf dem Dache“

  D, Es, As, E

8. „Ewig muntres Spiel der Wogen“

  G-Dur

9. „Der Wandrer, von der Heimat weit“

  b-Moll

10. „Weil jetzo alles stille ist“

  B-Dur
Teil II. Leben und Singen

1. „Wir wandern nun schon viel hundert Jahr“

  mit Orchestervorspiel

  e-Moll

2. „Was ich wollte, liegt zerschlagen“

  mit Orchesternachspiel „Ergebung“

  es-Moll/Es-Dur

3. „Der jagt dahin“

  D-Dur

4. „Gleich wie auf dunklem Grunde“

  G-Dur

Liederteil

5. „Der alte Garten“

  gis-Moll

6. „Von allen guten Schwingen“

    H, a

7. „Die Nonne und der Ritter“

  a-Moll

8. „Wohl vor lauter Sinnen, Singen“

  G-Dur

9. „Hast du doch Flügel eben“

  Es, Des, c

10. „Der Friedensbote“

  c-moll/C-Dur
11. Schlussgesang „Wenn die Wogen unten toben“

  D-Dur

### Besetzung
Das Orchester benötigt die folgenden Instrumente:
- Holzbläser: vier Flöten (2 auch Piccolo), vier Oboen (4. auch Englischhorn), vier Klarinetten (auch hohe Klarinetten und Bassklarinette), vier Fagotte (4. auch Kontrafagott)
- Blechbläser: sechs Hörner, vier Trompeten, vier Posaunen, Kontrabasstuba
- zwei Harfen
- Gitarre
- zwei Paar Pauken, Schlagzeug: zwei Paar Becken, Große Trommel, Kleine Trommel, Tamtam, Triangel, Holzklapper, Schellen, Glockenspiel, Glocken
- Orgel
- Streicher

## Werkgeschichte
Pfitzner komponierte seine Kantate Von deutscher Seele 1921 als Reaktion auf den verlorenen Ersten Weltkrieg. Die Uraufführung fand am 27. Januar 1922 in der Berliner Philharmonie statt. Die musikalische Leitung hatte Selmar Meyrowitz. Es sangen Berta Kiurina (Sopran), Maria Olszewska (Alt), Albert Fischer (Bariton), und Fritz Krauss (Tenor) sowie der Bruno-Kittel-Chor. Es spielte das Philharmonische Orchester Berlin, Johannes Senftleben war der Organist.
Für den Titel entschied sich Pfitzner nach eigener Aussage ohne politische Intentionen aus „rein künstlerischen und allgemein logischen Gesichtspunkten“. Bedenken seines Verlegers Fürstner, dass man ihn im Ausland als aggressiv deuten könne, wies er zurück. Er glaubte, „dass es in jedem Ausland einen nur guten Eindruck macht, wenn man bei Deutschen nicht das ängstliche Bestreben, unterwürfig und selbstverleugnerisch zu sein, merkt.“ Andere in Frage kommende Titel waren Einkehr nach einem Vorschlag des Dirigenten Bruno Walter oder Eichendorffiana. Pfitzner wollte jedoch den Eindruck vermeiden, das Werk sei lediglich eine Hommage oder eine ungeordnete Sammlung. Die Anregung zu dem endgültigen Titel erhielt er schließlich durch ein Werk des 1900 verstorbenen Freundes Ludwig Jacobowski, der kurz vor seinem Tod eine Sammlung deutscher Volkslieder unter dem Titel Aus deutscher Seele veröffentlicht hatte. Diesen Titel wandelte Pfitzner nur geringfügig ab. Eichendorffs Gedichte handeln zwar von der deutschen Seele, doch diese spricht nicht aus ihnen, wie aus den Volksliedern. Im Programmheft der Uraufführung erklärte Pfitzner: „Ich habe ihn gewählt, weil ich keinen besseren und zusammenfassenderen Ausdruck fand für das, was aus diesen Gedichten an Nachdenklichem, Übermütigem, Tiefernstem, Zartem, Kräftigem und Heldischem der deutschen Seele spricht.“
Pfitzner hatte eine Vorliebe für die Gedichte Eichendorffs. Er nutzte sie für insgesamt 19 Klavierlieder und ein Orchesterlied („Klage“).  Seine Kantate trägt keinen geistlichen oder festlichen Charakter, sondern besteht aus einer Sammlung von Sprüchen, Gedichten und romantischen Liedern Joseph von Eichendorffs.:136 Zunächst wollte Pfitzner lediglich einige der Sprüche zusammenstellen. Da sich diese jedoch als zu kurz für eine geschlossene Form erwiesen, fasste er sie zu Blöcken zusammen und verband sie mit freien instrumentalen Übergängen. Aus dem ursprünglich geplanten Klavierpart wurde eine große Orchesterpartitur. Eine dramatische Handlung fehlt. Das Werk ist nach eigener Aussage „eine Reihe bunter Zauberbilder, durch ein Band verbunden“. Die Sprüche Eichendorffs stellte Pfitzner für seine eigenen kompositorischen Bedürfnisse neu zusammen, teilte sie gelegentlich auf und integrierte auch längere Gedichte. Der „Liedteil“ am Ende sollte auch „den Solosängern ihre Arien […] bieten“. Die Texte selbst veränderte er jedoch abgesehen von kleineren Fehlerkorrekturen nicht. Im Gegenteil versicherte er, dass er keine Silbe eines von ihm vertonten Gedichts willkürlich geändert habe.
Pfitzners Freund und Biograph Walter Abendroth schrieb über das Werk:

„Der ganze, vollständige Pfitzner ist in diesem Werk enthalten: der volkstümliche und der einsam-vergeistigte, der kindhafte und der philosophische, der diesseitig-weltfrohe (wenngleich stets innerliche) und der jenseitig-weltabgewandte, der tiefernste und der spielerische, der grüblerische und der humorige, der liebenswürdige und der überwältigend großartige, der phantastische und der dämonische; der Liedersänger und der Symphoniker, der romantisch-beschwingte Melodiker und der gotisch-strenge Kontrapunktiker, der Meister des horizontalen und des vertikalen Satzes, der weit in Neuland vorstoßende Harmoniker, der sparsame und der verschwenderische Instrumentator, der Musiker der Zeichnung und der Farbe. […] Man kann sagen, dass, wenn alle übrigen Werke des Meisters verloren gingen, in diesem einen seine gesamte geistige und künstlerische Persönlichkeit weiterleben würde.“

Das Werk fand schnell Eingang in die Konzertsäle und hatte auch international Erfolg. So spielte Artur Bodanzky es im 15. Oktober 1923 in New York.:144 Im Vergleich mit den meisten anderen Werken Pfitzners wird es auch in neuerer Zeit noch recht häufig aufgeführt.:188
Zu einer Kontroverse führte eine Aufführung von Ingo Metzmacher am 3. Oktober 2007 anlässlich des Tages der Deutschen Einheit. Er wurde dafür von Dieter Graumann, dem damaligen Vizepräsidenten des Zentralrats der Juden in Deutschland, scharf kritisiert. Metzmacher entgegnete, dass Pfitzners Kantate Von deutscher Seele bereits im Jahr 1921 entstanden sei, sie spiegele „vielleicht auch die innere Zerrissenheit und Widersprüche, die Hans Pfitzner in sich trug und die vielleicht auch zu seinen Verfehlungen geführt haben.“ Der Blick auf Pfitzners Musik werde „unglaublich verstellt“ von den Äußerungen des Komponisten. Er selbst habe Pfitzner jahrelang nicht aufgeführt, „weil ich das unerträglich fand, dass jemand so etwas von sich gibt“. Die Kritik des Zentralrates der Juden habe ihn getroffen, sagte Metzmacher. Er habe bereits einen Brief an den Zentralrat geschrieben und suche das Gespräch.

## Aufnahmen
- 16./17. Januar 1945 – Clemens Krauss (Dirigent), Wiener Philharmoniker, Wiener Staatsopernchor, Franz Schütz (Orgel).
 Trude Eipperle (Sopran), Luise Willer (Alt), Julius Patzak (Tenor), Ludwig Weber (Bass).
 Preiser Records 90255 (2 CD).[13]
- 17. Juli 1952 – Eugen Jochum (Dirigent), Chor und Symphonieorchester des Bayerischen Rundfunks, Anton Nowakowski (Orgel).
 Clara Ebers (Sopran), Gertrude Pitzinger (Alt), Walther Ludwig (Tenor), Hans Hotter (Bariton).
 Live aus der Kongresshalle des Deutschen Museums München.
 Orfeo 273922 (2 CDs).[14]
- 27. Oktober 1958 – Heinz Mende (Dirigent), RSO Stuttgart, Philharmonischer Chor Stuttgart.
 Annelies Kupper (Sopran), Margarethe Bence (Alt), Fritz Wunderlich (Tenor), Ernst Denger (Bass).
 Live aus der Liederhalle Stuttgart.
 Andromeda ANDRCD9052 (2 CD).[15]
- 7./10. Dezember 1965 – Joseph Keilberth (Dirigent), Chor und Symphonieorchester des Bayerischen Rundfunks.
 Agnes Giebel (Sopran), Hertha Töpper (Alt), Fritz Wunderlich (Tenor), Otto Wiener (Bass/Bariton).
 Live aus dem Herkulessaal München.
 DG 4776652 (2 CD).[16]
- 3. Oktober 1969 – Robert Heger (Dirigent), Radio-Symphonieorchester Wien, Wiener Singakademie.
 Kari Lövaas (Sopran), Ingrid Mayr (Alt), John van Kesteren (Tenor), Otto Wiener (Bass/Bariton).
 Live aus dem Großen Saal des Wiener Konzerthauses.
 ORF Archiv PM01/HM10695 H.[17]
- 1986 – Heinrich Hollreiser (Dirigent), Düsseldorfer Symphoniker, Städtischer Musikverein Düsseldorf.
 Agnes Habereder (Sopran), Ingeborg Most (Alt), Josef Protschka (Tenor), Victor von Halem (Bass).
 Live-Aufnahme.
 Koch Schwann 114027 (CD).[18]
- 27./28. November 1999 – Martin Sieghart (Dirigent), Wiener Symphoniker, Wiener Singverein, Anton Holzapfel (Orgel).
 Gabriele Fontana (Sopran), Barbara Holzl (Mezzosopran), Glenn Winslade (Tenor), Robert Holl (Bass).
 Live aus dem Großen Saal des Wiener Musikvereins.
 Arte Nova 179422, Arte Nova Classics 794220 (2 CD).[19]
- 2.–5. Oktober 2007 – Ingo Metzmacher (Dirigent), Deutsches Symphonie-Orchester Berlin, Rundfunkchor Berlin, Sigurd Brauns (Orgel).
 Solveig Kringelborn (Sopran), Nathalie Stutzmann (Alt), Christopher Ventris (Tenor), Robert Holl (Bass).
 Live aus der Berliner Philharmonie.
 Phoenix Edition 145, Capriccio Records C 5092 (2 CD).[20]